# Johannes Gerardus Smits
Joannes Gerardus Smits (Eindhoven, 23 juli 1750 - aldaar, 23 december 1825) is een voormalig burgemeester van de Nederlandse stad Eindhoven. 
Smits werd geboren als zoon van Gerardus Smits en Joanna Maria van der Heyden. 
In 1794 en 1795 was hij als patriot burgemeester van Eindhoven en collecteur der verpondingen en gemene middelen, in 1796 kapitein van der burgerwacht. Van beroep was hij winkelier.
Hij trouwde te Eindhoven op 9 december 1790 met Joanna Vogels, dochter van Johannes Vogels en Anna Margarita de Leeuw, gedoopt te Eindhoven op 23 december 1762, overleden in Eindhoven op 18 mei 1831. 